# 臺灣三山善社
臺灣三山善社（簡稱三山善社）是在臺灣臺北的福州同鄉會。三山，是福州的別稱。位於臺北市福州山下。創立於明治42年(1909年)，是臺灣最早的福州人同鄉會，也是唯一在臺灣日治時期即存在的福州人同鄉會。

## 歷史
- 1909年：創立
- 1962年：第一屆逢寅大普
- 1974年：第二屆逢寅大普
- 1986年：第三屆逢寅大普
- 1998年：第四屆逢寅大普
- 2010年：第五屆逢寅大普
- 2022年：第六屆逢寅大普

## 信仰
三山善社最重要的信仰活動是逢寅大普。逢寅大普是每逢虎年(寅年)所舉行的大型普渡法會，為期七晝夜，約在農曆九月底十月初舉行。第一屆逢寅大普是在民國51年(1962年)舉行。

## 重要成員
- 方幼祥

## 公益活動
- 2011年：三山善社於11月14日捐贈一般型救護車一輛給臺北市政府[7]。